# إنريك غونزاليس
إنريك غونزاليس (بالإسبانية: Enric González)‏ هو صحفي إسباني، ولد في 1958 في برشلونة في إسبانيا.